# Ambassade du Canada en Turquie
L'ambassade du Canada en Turquie est la représentation diplomatique du Canada en Turquie. Ses bureaux sont situés dans la capitale turque, Ankara.

## Mission
Cette ambassade est responsable des relations entre le Canada et la Turquie et offre des services aux Canadiens en sol turc.

## Histoire
Les relations diplomatiques entre le Canada et la Turquie sont établies le 4 août 1944. L'ambassade du Canada, dirigée par un chef de mission résident, est établie le 26 novembre 1947.

## Ambassadeurs
Cette représentation diplomatique canadienne est dirigée par un chef de mission qui porte le titre d'ambassadeur extraordinaire et plénipotentiaire.
| #   | Nom                          | Titre | Nomination       | Lettres de créance | Fin de l'affectation |
| --- | ---------------------------- | ----- | ---------------- | ------------------ | -------------------- |
| 1er | Victor Odlum                 | AEP   | 7 juillet 1947   | 26 novembre 1947   |                      |
| 2e  | Herbert Owen Moran           | AEP   | 29 juin 1952     | 30 décembre 1952   | 22 mai 1957          |
| 3e  | Gilbert Craig Langille       | CA    | 22 mai 1957      | -                  | 3 mars 1958          |
| 4e  | Evan Benjamin Rogers         | AEP   | 23 novembre 1957 | 3 mars 1958        | 16 septembre 1960    |
| 5e  | Paul Augustus Bridle         | AEP   | 28 février 1961  | -                  | 2 juin 1962          |
| 6e  | Bruce MacGillivray Williams  | AEP   | 11 octobre 1962  | 7 décembre 1962    | 18 mai 1964          |
| 7e  | Jean-Louis Délisle           | AEP   | 23 avril 1964    | 7 juin 1964        | 28 juin 1967         |
| 8e  | Klaus Goldschlag             | AEP   | 17 février 1967  | 12 septembre 1967  | 15 février 1971      |
| 9e  | Gerald Francis George Hughes | AEP   | 8 juillet 1971   | 14 septembre 1971  | 12 juillet 1974      |
| 10e | Kenneth Bryce Williamson     | AEP   | 10 juin 1974     | 11 septembre 1974  | 3 octobre 1977       |
| 11e | Charles Jordan Marshall      | AEP   | 6 octobre 1977   | 12 décembre 1977   | juillet 1980         |
| 12e | Daniel Georges Marc Baudouin | AEP   | 10 juillet 1980  | 24 octobre 1980    | 19 septembre 1983    |
| 13e | Gilles Mathieu               | CA    | 13 octobre 1983  | -                  | 15 juillet 1986      |
| 14e | George T. Jacoby             | AEP   | 16 juillet 1986  | -                  | 29 avril 1987        |
| 15e | Terrence Bernard Sheehan     | AEP   | 26 mars 1987     | -                  | 9 décembre 1989      |
| 16e | Paul André Lapointe          | AEP   | 1er février 1990 | 6 mars 1990        | -                    |
| 17e | Peter Julian Arthur Hancock  | AEP   | 9 août 1993      | -                  | -                    |
| 18e | Michael T. Mace              | AEP   | 19 août 1996     | -                  | -                    |
| 19e | Jean-Marc Duval              | AEP   | 11 août 1999     | -                  | juillet 2002         |
| 20e | Michael Leir                 | AEP   | 2 juillet 2002   | 11 octobre 2002    | 30 juillet 2005      |
| 21e | Yves Brodeur                 | AEP   | 2 août 2005      | -                  | -                    |
| 22e | Mark Bailey                  | AEP   | 22 juillet 2008  | -                  | -                    |
| 23e | John T. Holmes               | AEP   | 15 décembre 2011 | 10 février 2012    | -                    |
| 24e | Christopher Cooter           | AEP   | 18 juillet 2016  | 18 octobre 2016    | septembre 2019       |
| 25e | Jamal Khokhar                | AEP   | 6 septembre 2019 | 2 janvier 2020     | -                    |